# Hit Mania Estate 2009
Hit mania estate 2009 è una compilation che comprende tutte le hit dell'estate 2009. È stata pubblicata il 3 luglio 2009 con l'etichetta Warner Music.
Oltre alla versione a cd singolo, esiste anche il cofanetto con 4 cd che comprende anche le compilation Hit Mania ‘90s Vol. 9, Elektro Tribal vol. 3 e Chill House Mania vol. 11.
La compilation debutta alla posizione n°5 della classifica FIMI. La terza settimana la compilation occupa la prima posizione, posizione occupata per sei settimane.
Secondo la classifica annuale FIMI, la compilation risulta occupare il 10º posto tra le più vendute.
Questa edizione, da un tocco di rinnovamento al logo HIT MANIA, (come avvenne nel 2002).

## Tracce
1. Bob Sinclar – LaLa Song (feat. Hendogg, Master Gee & The Sugarhill Gang)
2. Pitbull – I Know You Want Me (Calle Ocho)
3. Bimbo Jones – And I Try
4. Flo Rida – Right Round (feat. Kesha)
5. Lady Sovereign – So Human
6. Shaggy – Fly High (feat. Gary "Nesta" Pine)
7. Javi Mula – Come On
8. DJ Ross vs. Double You – Please Don't Go
9. Chelley – Took The Night
10. Calvin Harris – I'm not Alone
11. Sagi Rei – L'amour toujours (I'll Fly with You)
12. Spanglish – Fiesta (feat. Carmen Sherry)
13. Adam K & Soha – Who Cares
14. Glm – Run To You (feat. Randolph)
15. Coolio vs Beat Nouveau – Lady (feat. Storm Lee)
16. Get Far – The Radio
17. Laurent Wolf – Explosion (feat. Eric Carter)
18. Hi Fi – Flash (feat. Dave Darell)
19. Noemi – Briciole
20. Marco Carta – Dentro ad ogni brivido
21. Zero Assoluto – Per dimenticare
22. Lùnapop – 50 Special

## Classifica italiana
| Classifica | Posizione più alta |
| ---------- | ------------------ |
| FIMI       | 1                  |

## Successo commerciale
La compilation debutta alla 5ª posizione della classifica italiana, sale la settimana seguente fino alla 2ª posizione; in terza settimana raggiunge la 1ª posizione in classifica, posizione mantenuta fino all'ottava settimana. Mantiene, comunque, la top 5 fino alla tredicesima settimana. Occupa per due settimane la posizione 9. Dopo quattro mesi di permanenza fa la sua ultima presenza in classifica alla posizione 27.